# Cassils
Cassils est un hameau (hamlet) du Comté de Newell, situé dans la province canadienne d'Alberta.